# Пладжя-де-Са-Калобра

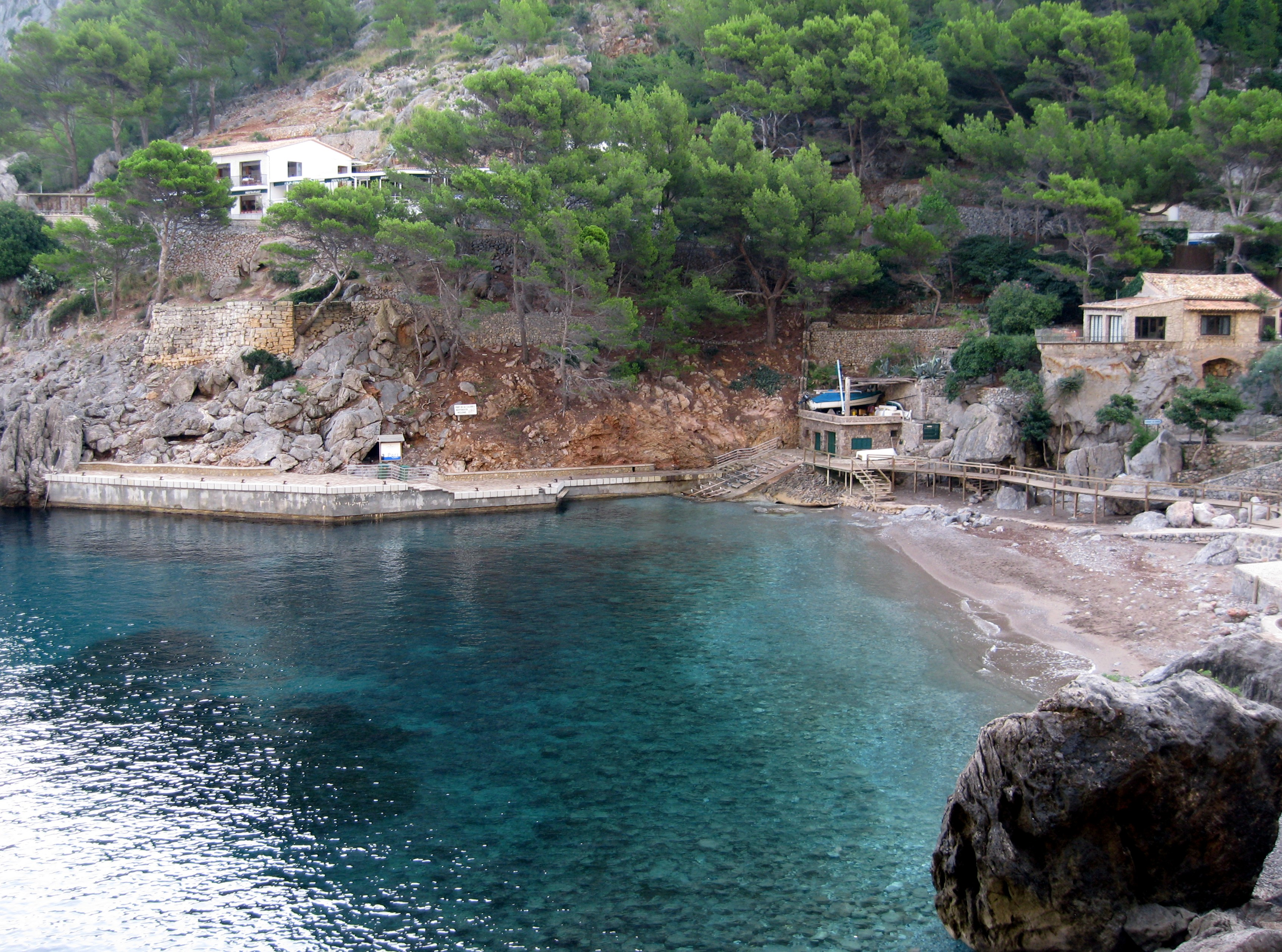
Пладжя-де-Са-Калобра

Пла́джя-де-Са-Кало́бра (кат. Platja de Sa Calobra, також Ка́ла-Са-Кало́бра) — пляж в однойменній бухті на острові Мальорка (Балеарські острови, Іспанія). Розташований у 38 км від Сольєра, між Морр-де-са-Вака і Морро-де-сес-Фельєс у підніжжі гори Пуч-Мажор (1 445 м), найвищої вершини Балеарських островів.

## Опис

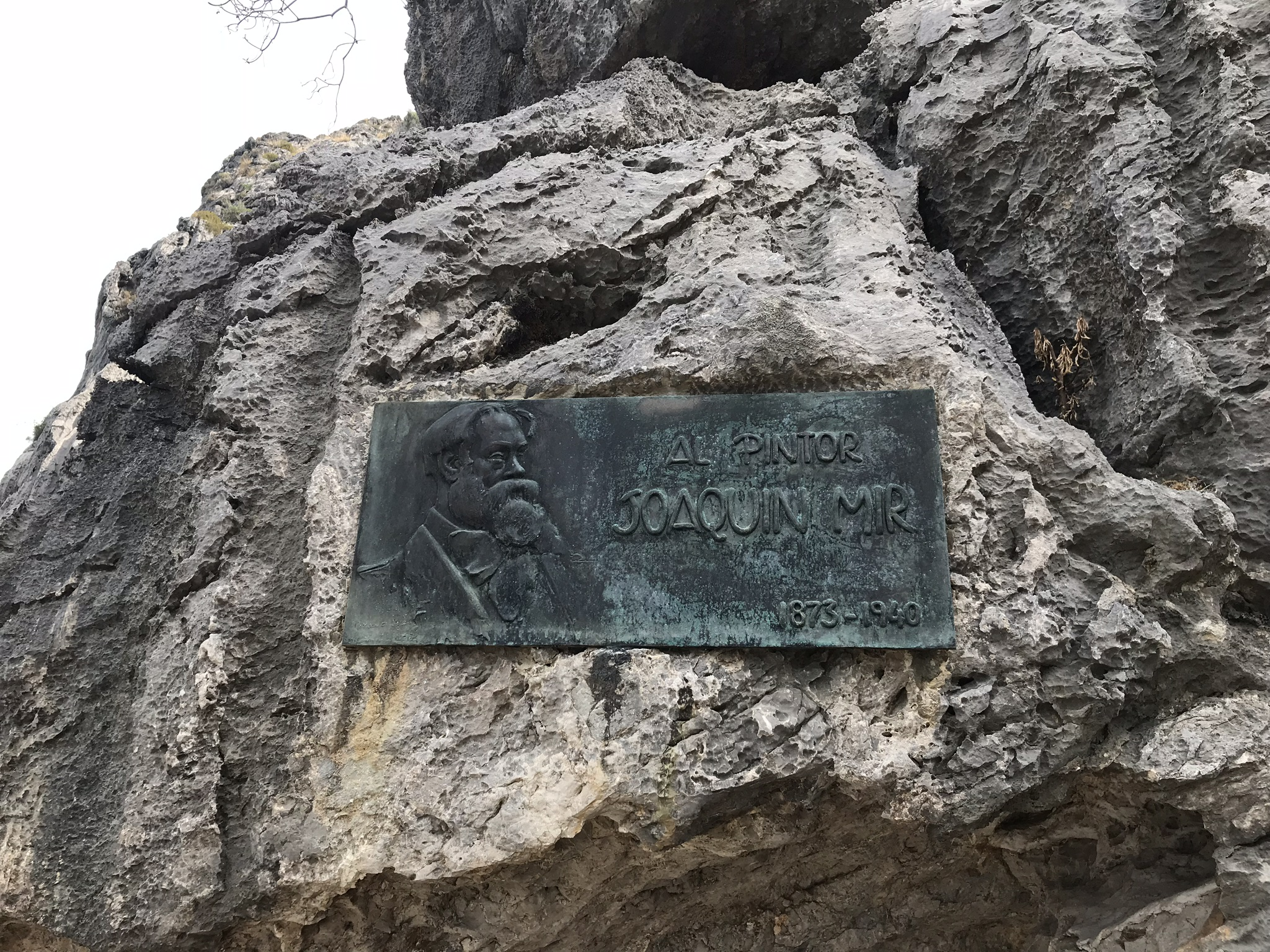
Меморіальна дошка Жоакіму Міру

Від цього дуже маленького пляжу з піском, гравієм та галькою проходить пішохідний тунель уздовж крутих скель до ущелини Торрент-де-Парейс, яка була натхненням для художників (зокрема на одній зі скель встановлена пам'ятна дошка відомому каталонському художнику Жоакіму Міру (1873—1940), який тут малюв пейзажі) і де щоліта проходять хорові концерти завдяки чудовій акустиці.
Пляж є дуже популярним як серед місцевих відвідувачів, так і серед туристів, які добираються до нього морським шляхом або по дорозі, що складається з 14 кілометрів серпантину, 12 з них по 180 градусів і один на 360°, відомий як «Нус-де-са-Корбата» (букв. «Вузол краватки»), з 900 метрів різниці в рівні. Морські та підводні умови не зовсім підходять для якірної стоянки, тому що дме вітер з північного заходу-півночі-північного сходу, тому ця прибережна ділянка є дуже небезпечною для постановки судна на якір на піщаному ґрунті зі скелями та гравієм.
Тим не менш, тут є три якірні стоянки: на південному заході пляжу; в центрі пляжу перед гирлом ущелини, на піщаному та кам'янистому ґрунті глибиною до 11 метрів, та на півночі — на скелястому та піщаному ґрунті глибиною 8 метрів. У 7,2 морських милях знаходиться Порт-де-Сольер.
Пляж обладнаний душем, туалетами, рятувальною службою, контейнерами для сміття. 
Характеристика
- Довжина — 30 м
- Ширина — 15 м
- Тип пляжу — природний, склад — скелі
- Доступ — пішохідний, автомобільний і судоходний
- Рівень відвідуваності — середній
- Доступ для людей з обмеженими можливостями — ні
- Якірна зона — так